# Tylophora anomala
Tylophora anomala är en oleanderväxtart som beskrevs av Nicholas Edward Brown. Tylophora anomala ingår i släktet Tylophora och familjen oleanderväxter. Inga underarter finns listade i Catalogue of Life.